# Anís de Flavigny

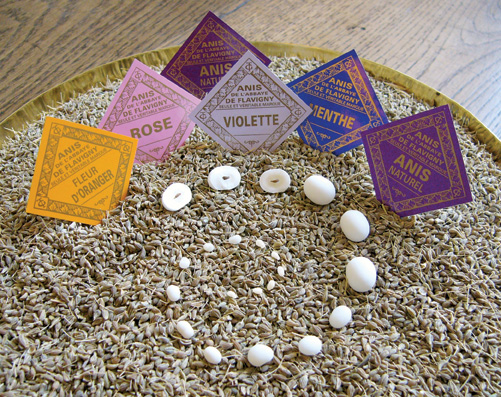
De la llavor a l'anís i les seves aromes

L'Anis de Flavigny és una dolç francès elaborat a Flavigny-sur-Ozerain a la Borgonya. Cada confit és fet d'una llavor d'anís verd recoberta amb xarop de sucre aromatitzat: anís, violeta, rosa, menta, regalèssia, taronger...

## Ingredients
L'Anis de Flavigny es compon d'una llavor d'anís verd, sucre i una aroma natural. La llavor d'anís és la de Pimpinella anisum, una espècie probablement originària d'Àsia, molt estesa pel conreu a tots els països temperats. El sucre és bleda-rave sucrera si és blanc, i si és vermell de, canya i certificat ecològic. Les sabors són olis essencials i aromes naturals extretes amb vapor.

## Mètode de fabricació
És un confit: la llavor d'anís es cobreix amb successives capes fines de xarop de sucre. L'edulcorant triga quinze dies a convertir una llavor petita de dos mil·ligrams en un caramel d'un gram. Del 1591 ençà, els successius fabricants de sucre s'han mantingut fidels a la recepta.

## Història
Són monjos benedictins que, durant la fundació de l'abadia de Flavigny l'any 719, situada molt a prop del lloc d'Alèsia on Juli Cèsar va derrotar Vercingétorix, van començar a elaborar aquest caramel amb anís atestat al principi de la nostra època pel viatger romà Flavi.
Ja l'any 1591, benedictins de l'abadia repartien dolçors als eclesiàstics de passada. El 1660 van oferir llavors d'anís a la pia Anna d'Àustria, al Luberon on feia pelegrinatge El seu fill, Lluís XIV, posseïa una confiera de caramels d'anís recobert en successives capes de sucre aromatitzat. Durant la negociació d'un tractat de pau el 1763 amb Jordi III, rei d'Anglaterra, el cavaller d'Éon va oferir sobretot anissos de Flavigny.
Després de la Revolució Francesa, quan els béns de l'Església van ser confiscats, l'abadia de Flavigny va ser utilitzada com a pedrera en la qual es venien blocs de pedra. Vuit pastissers del poble començaren a fabricar aquesta llaminadura segons la recepta original. Sola fàbrica que continua artesanalment la manufactura d'Anis de Flavigny, la casa Troubat, fou fundada per Jean Troubat l'any 1923 quan hi instal·là les seves màquines, al si de l'abadia.
Del 1990 ençà, els gerents Troubat, han perpetuat les valors dels monjos benedictins d'abans alhora que han modernitzat el negoci. Aconsellen de prendre aquests anissos en parelles per a deixar-los fondre a la boca sense mastegar-los.

## Contenidor
La part superior de les capses ovalades mostra un pastor que ofereix dolçors a una jove en un entorn romàntic amb un rierol i un xai, símbol de feminitat i virilitat.

## Difusió
Els anissos de Flavigny van ser els primers caramels que es van oferir en màquines expenedores a les estacions de tren i al metro, després als cinemes o grans magatzems als anys mil-nou cents trenta.
Van rebre el llaç blau Intersuc l'any 1988, per ser « un dels caramels més antics de França » .
L'any 2014, els anissos de Flavigny es venien en quaranta-cinc països i encara eren fabricats per l'empresa familiar artesana Troubat.
Els anissos de l'Abadia de Flavigny també van rebre la distinció de Site remarquable du goût del Ministeri de l'Agricultura, del Medi, de la Cultura i del Turisme l'any 1992, per les seves qualitats d'« ambaixador de la gastronomia francesa a gairebé tot el món, perquè aquesta llepolia encara es fabrica al seu lloc d'origen, perquè està obert als visitants i és remacable».

### Varietats
Hi ha tota una gamma de sabors naturals: amb anís, violeta, menta, regalèssia, llimona, rosa, flor de taronger, grosella negra, gingebre, mandarina.

## Galeria

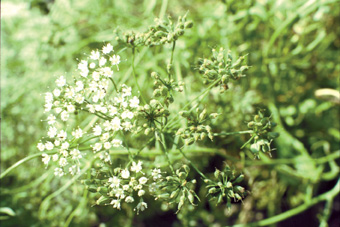
Pimpinella anisum
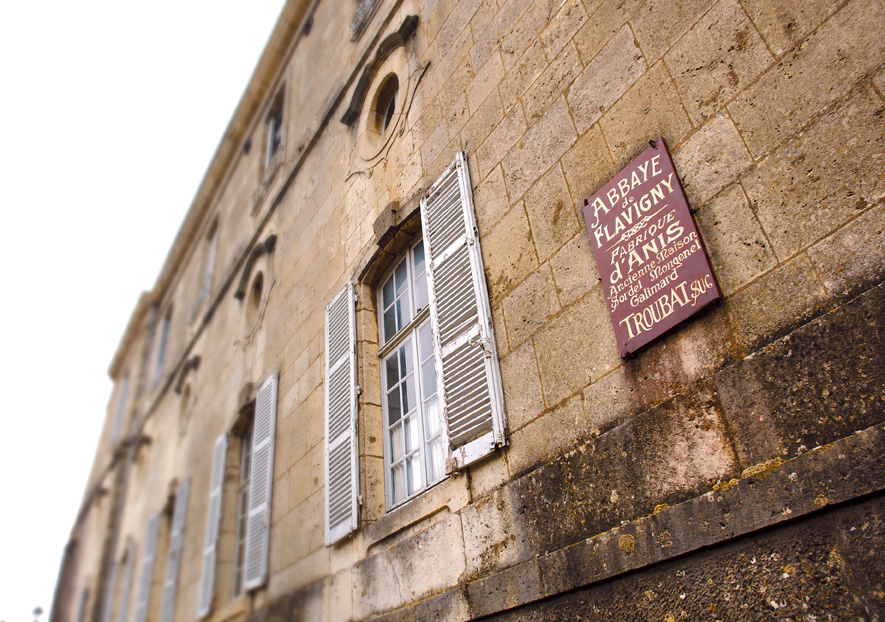
La fàbrica Flavigny Anis
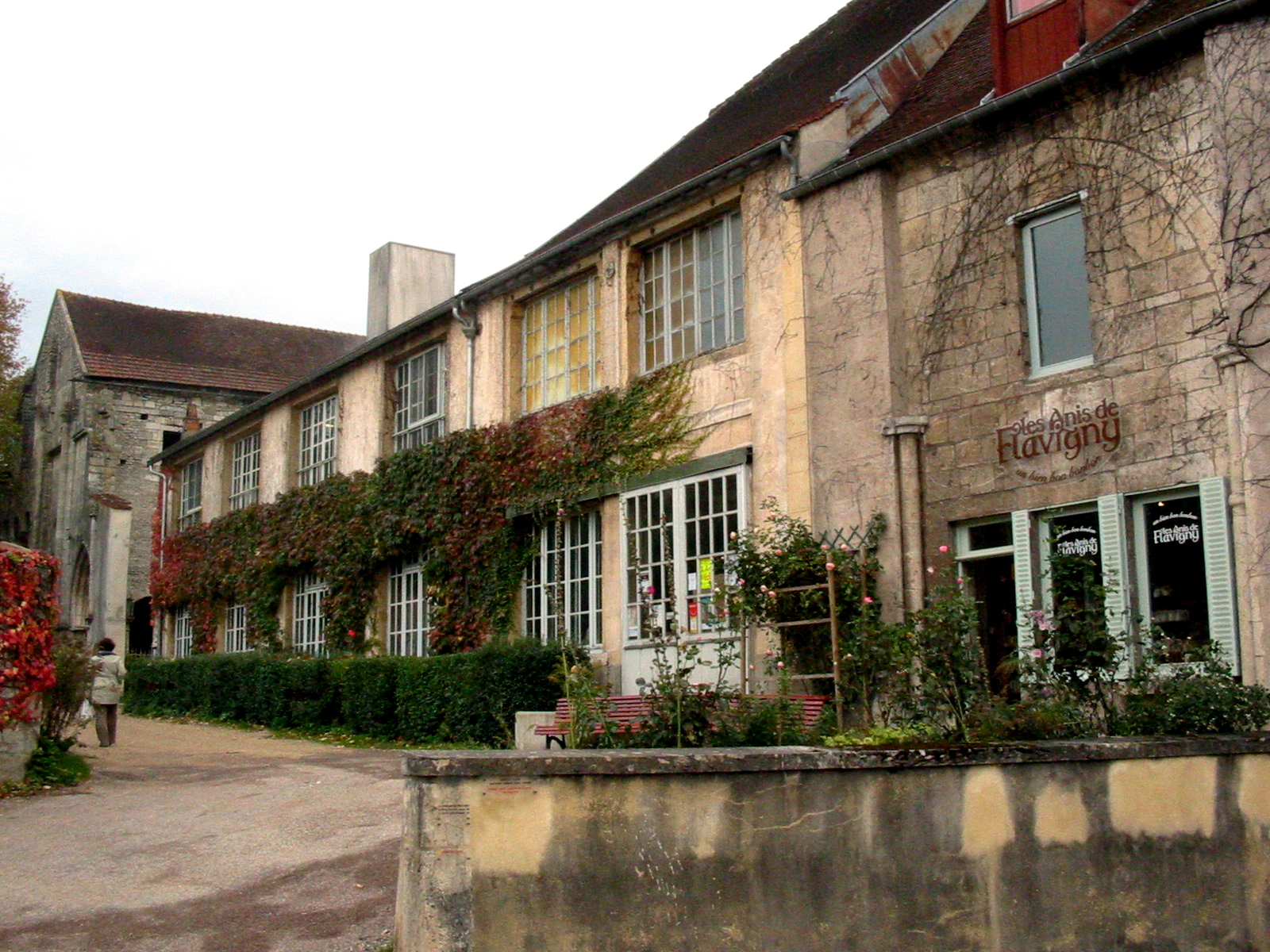
La fàbrica Anis de Flavigny (2006)
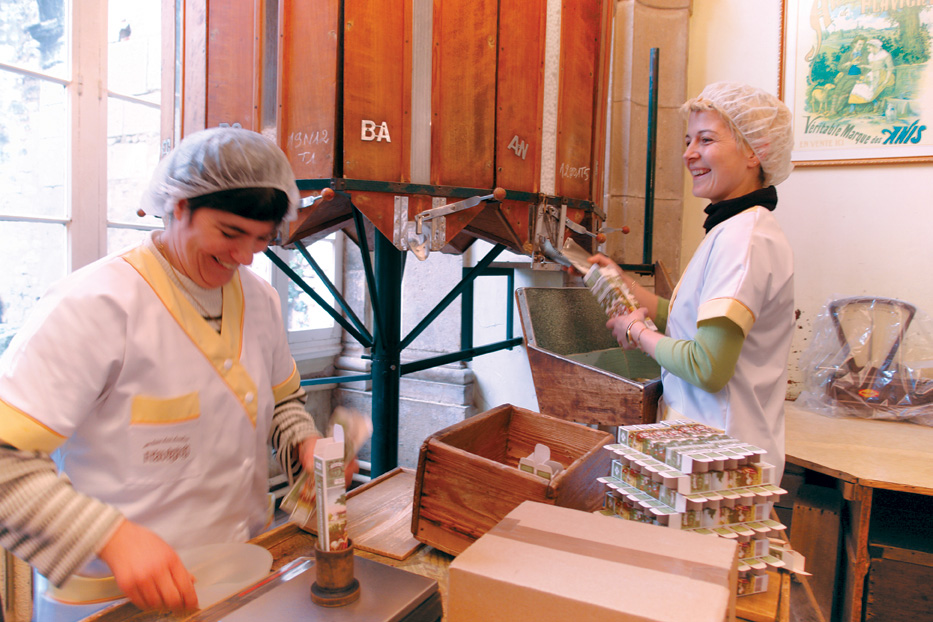
L'obrador d'embalatge

## Museu
L'any 2015 es va inaugurar al poble un museu dedicat a l'anís.